# Parc de Fatbur
Le parc de Fatbur (en suédois : Fatbursparken) est un parc du quartier de Södermalm à Stockholm en Suède. 

## Description
Le parc est situé dans le quartier de la gare de Sud à Stockholm, juste à l'ouest de Medborgarplatsen. 
Le parc a été construit entre 1991 et 1998.
Jusqu'au XIXème siècle, le petit lac Fatburen se trouvait a l'emplacement du parc. 
Par la suite, la gare de marchandises et la gare Södra de Stockholm (sv) ont été construites sur le site. 
En 1980, la gare de marchandises a été fermée et la zone a été remplie de bâtiments résidentiels, et la gare Södra de Stockholm est devenue souterraine.
L'un des nouveaux bâtiments résidentiels est le Bofills båge semi-circulaire inauguré en 1992 et devant quel le parc Fatbursparken presque circulaire a été construit. 
La conception du parc a fait l'objet d'un concours d'architecture qui a été remporté par le cabinet d'architectes White avec leur proposition « Apollo & Dionysos ». 
Un petit plan d'eau était initialement prévu au centre du parc, rappelant le lac Fatburen.
Cependant, le plan a été modifié et la fontaine est la source d'Aphrodite.
La fontaine est devenue partie intégrante du thème artistique.
Le sentier piétonnier et cyclable « Bangårdsgången » et un sentier diagonal traversent le parc dans une direction est-ouest. À côté du bord nord-est du parc se trouve l'immeuble résidentiel Söder Torn.

## Galerie

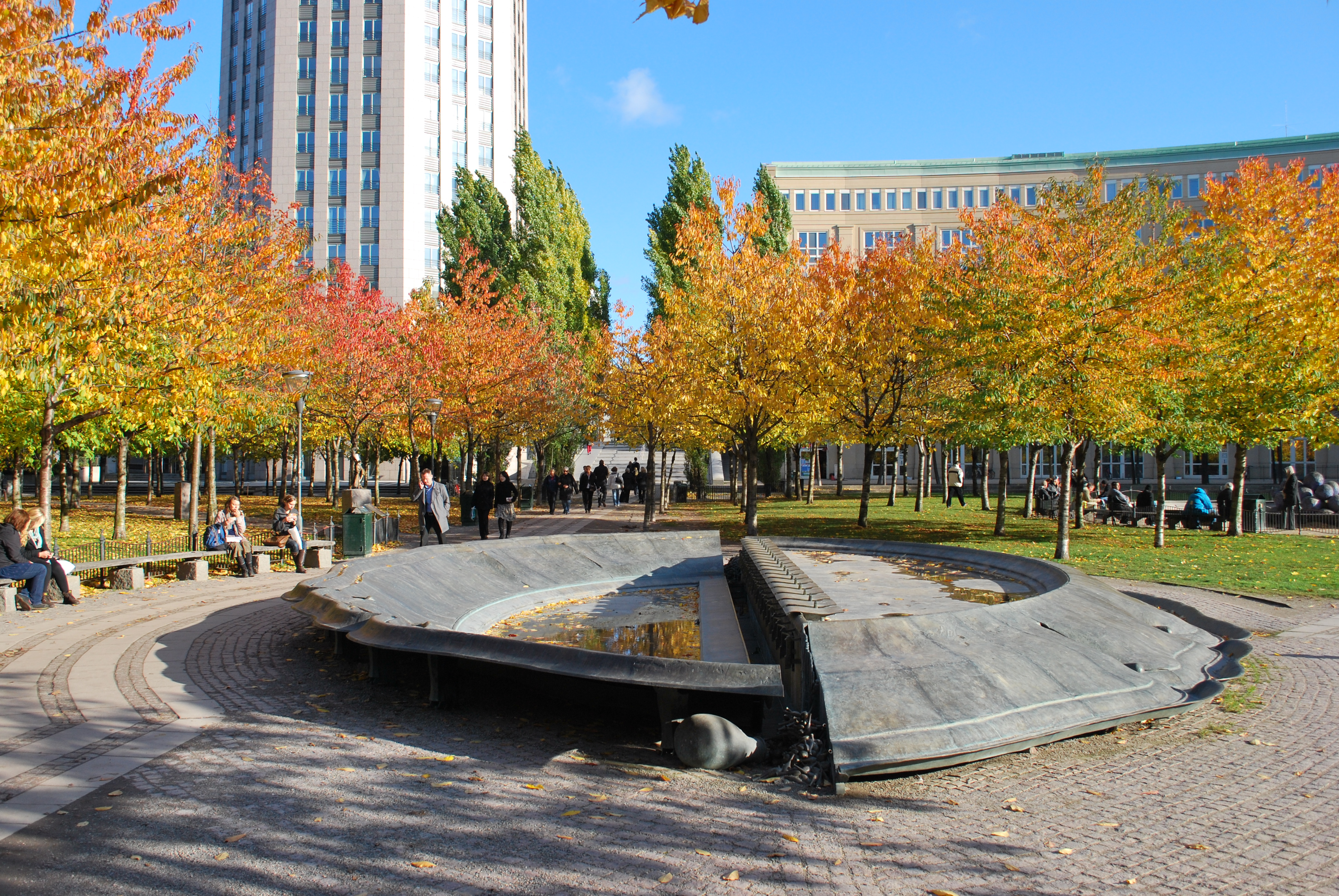
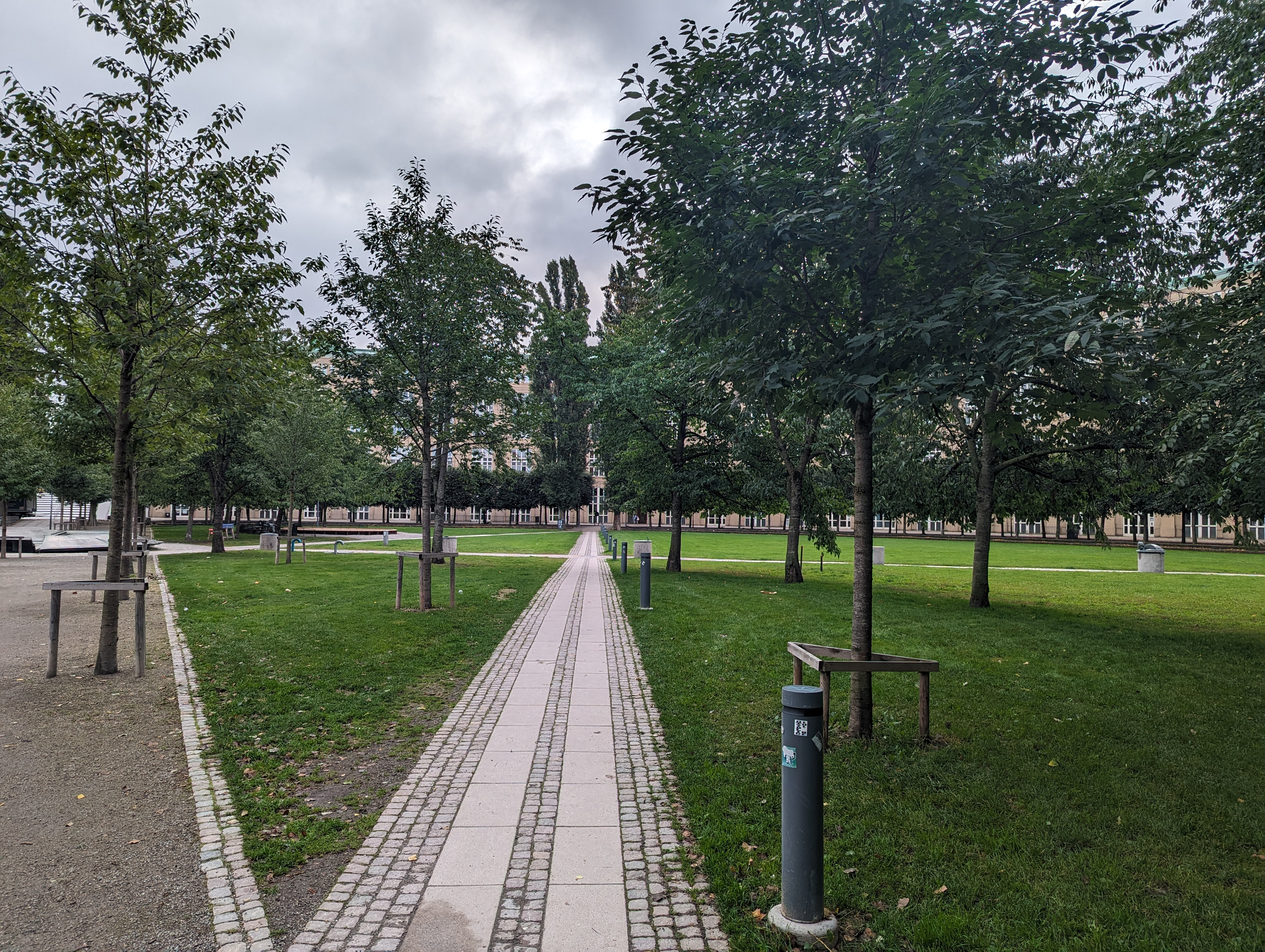
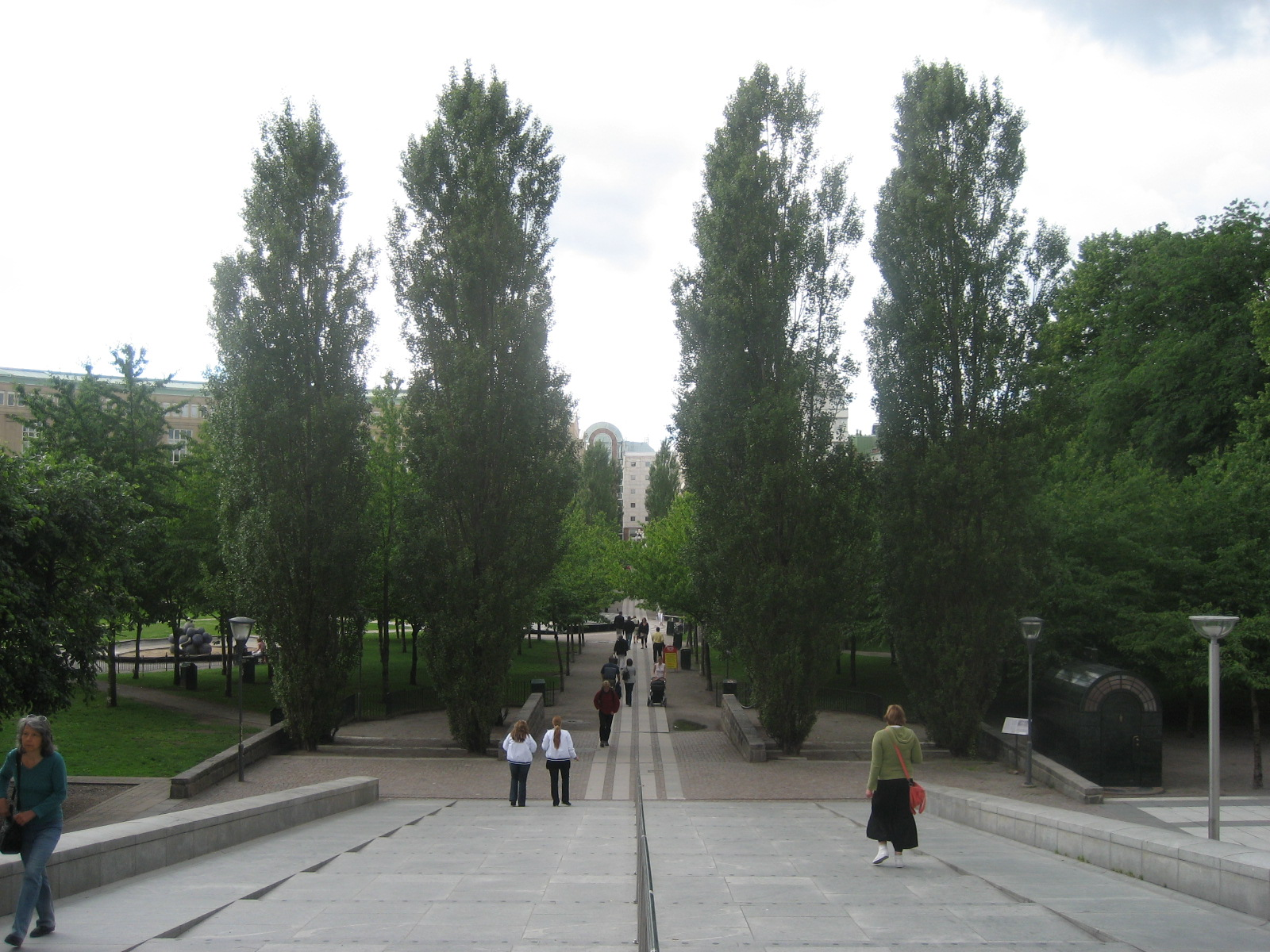
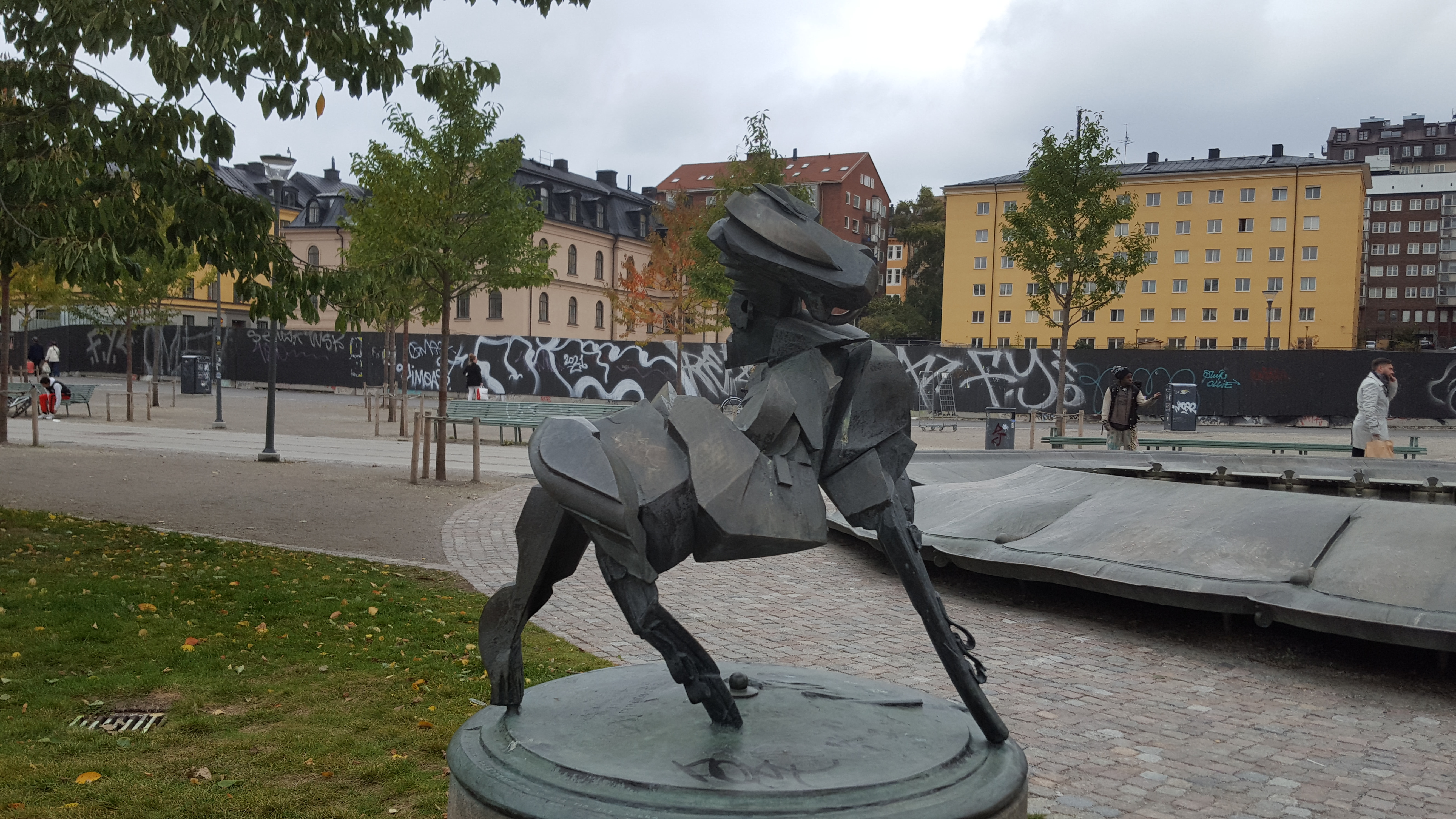
Kasper de Göran Strååt.

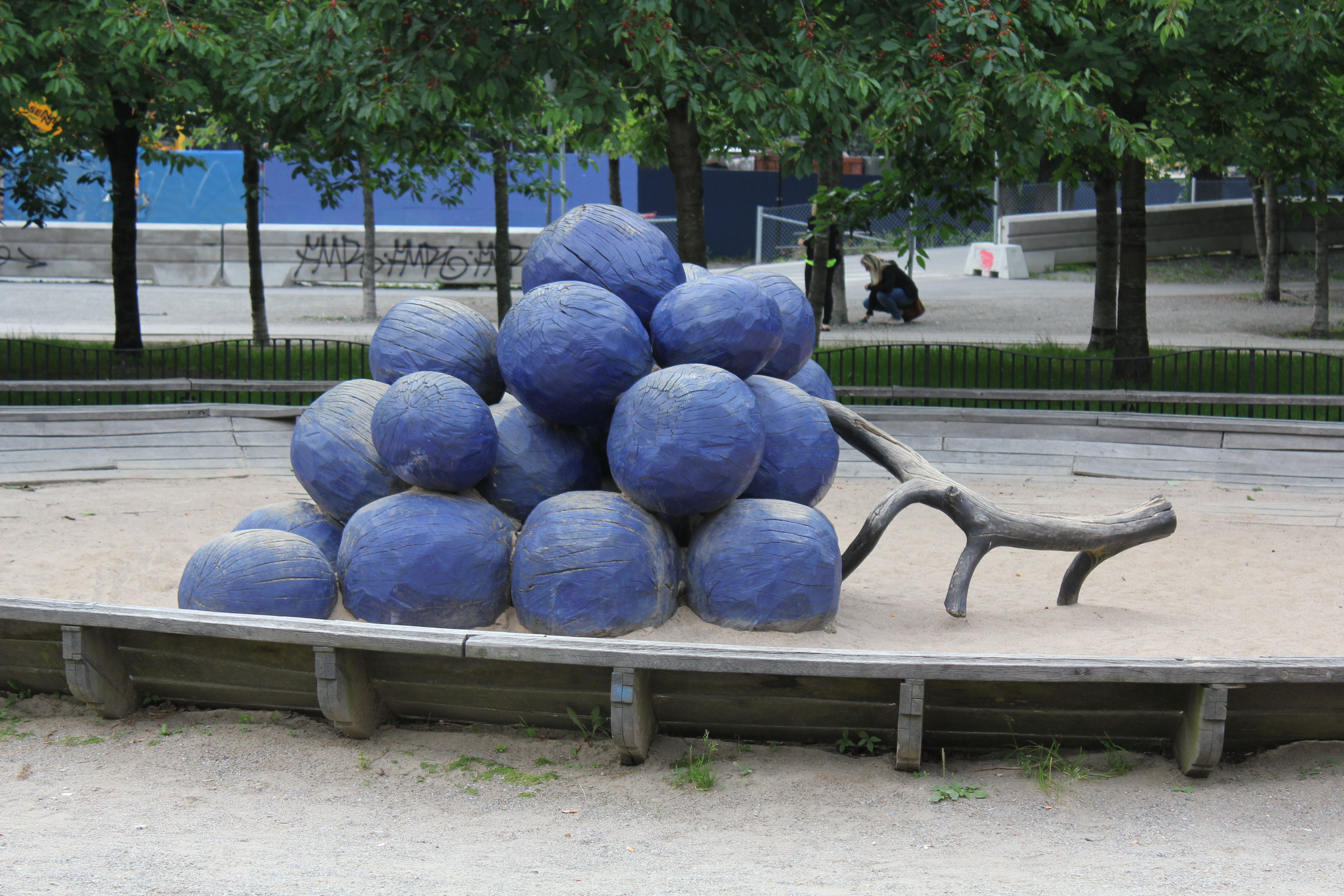
Druvklasen de Bengt Nylund.
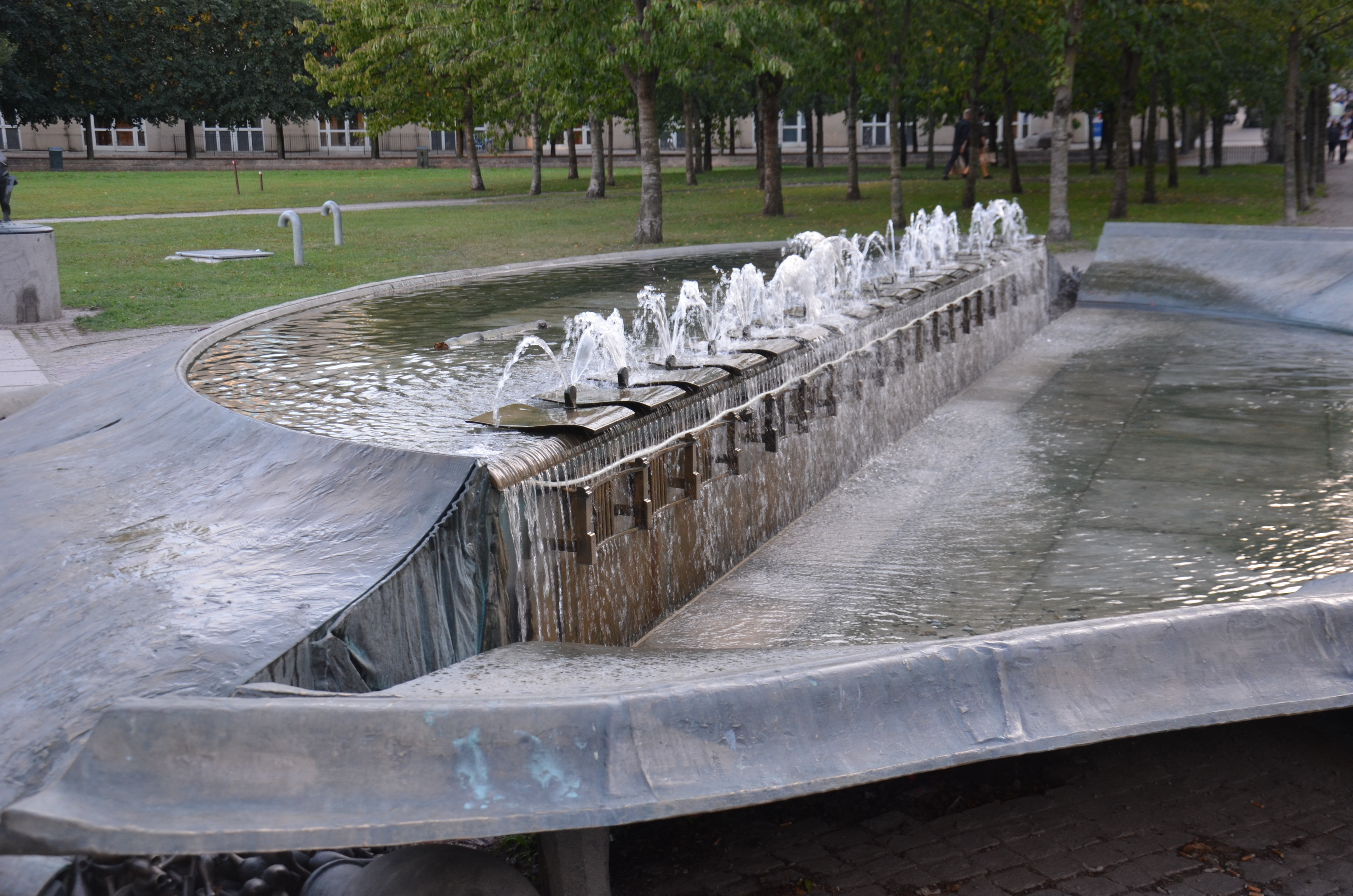
Afrodites brunn de Roland Haeberlein
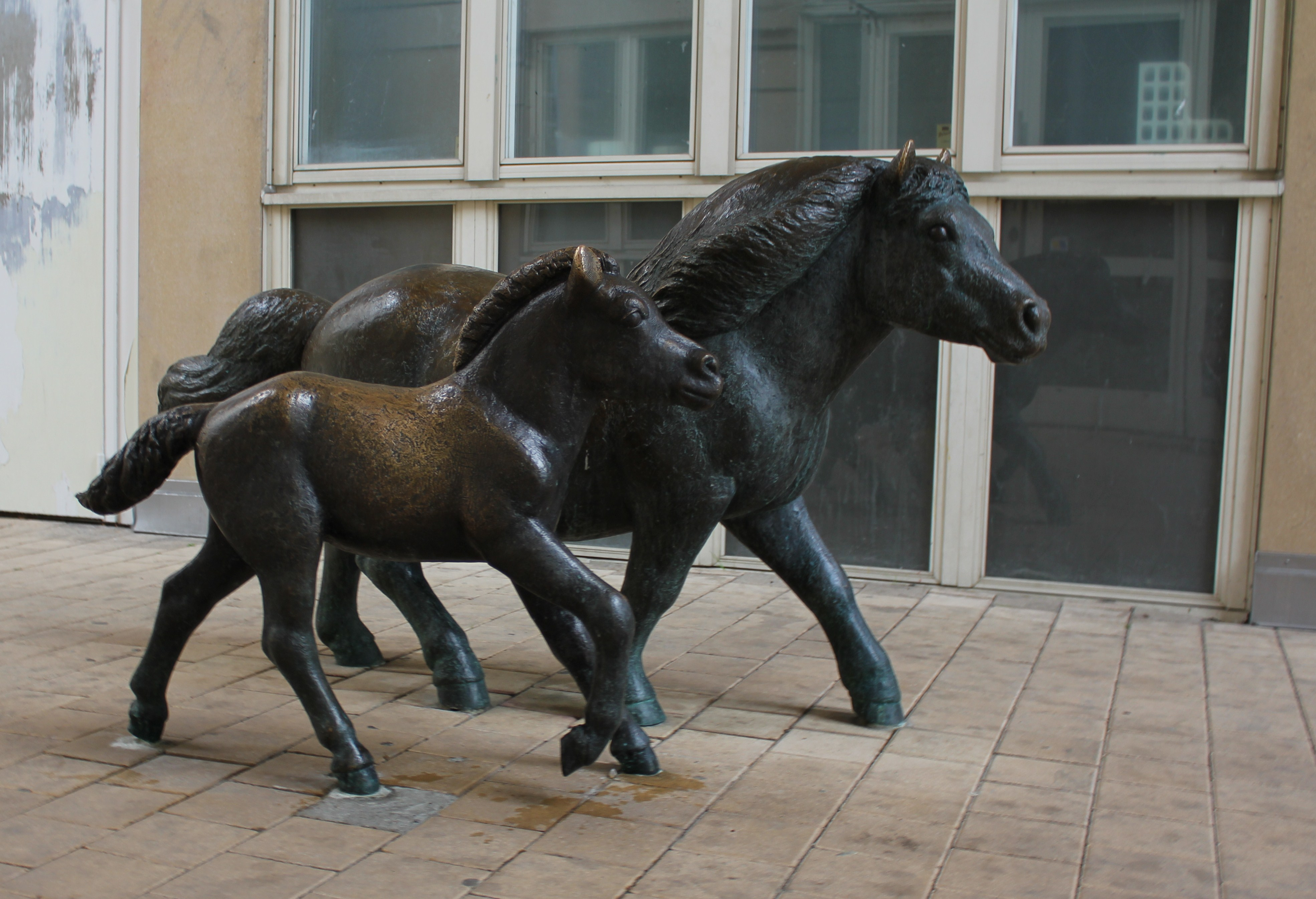
Daphne och Olle de Aline Magnusson
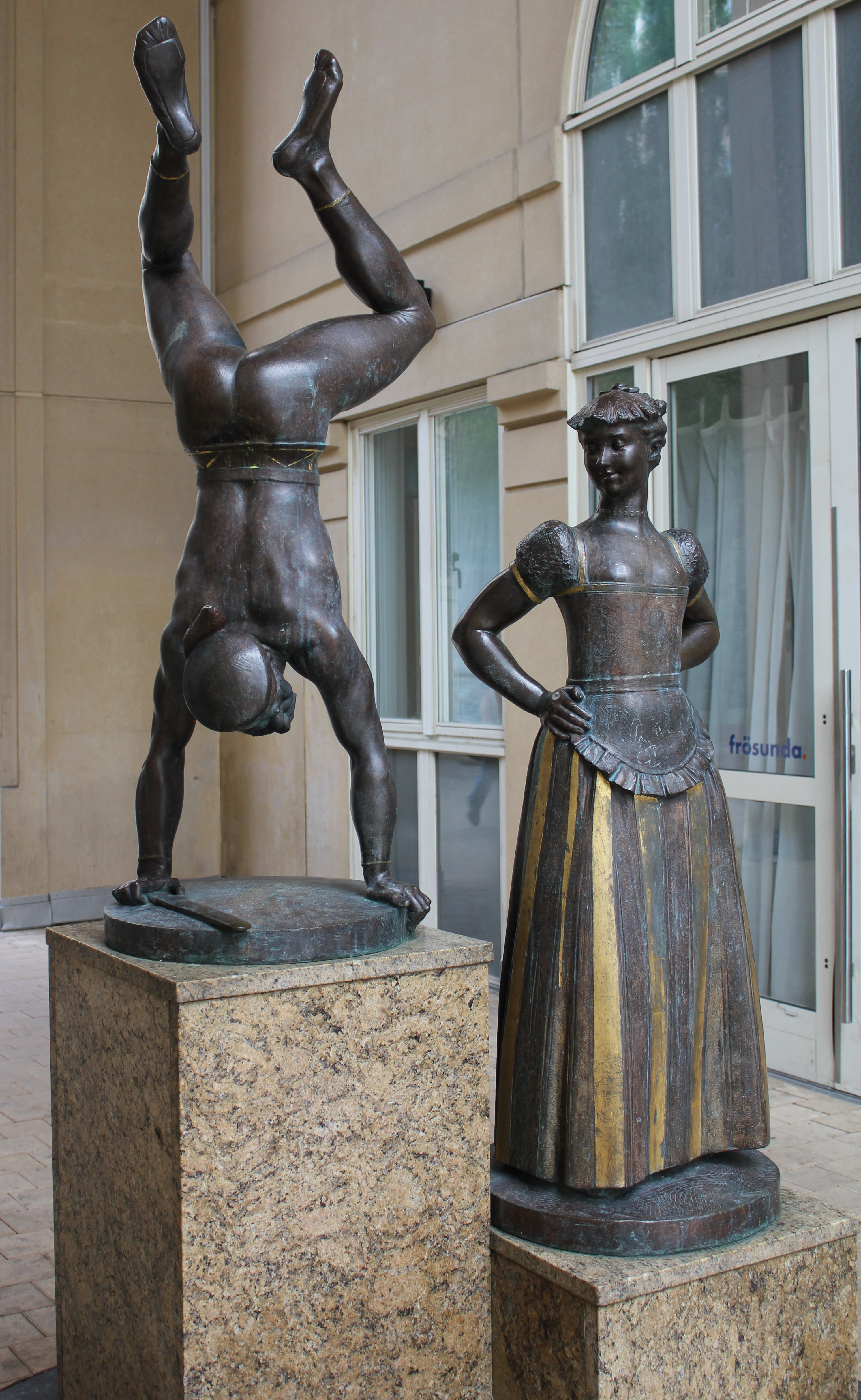
Commedianterna de Peter Linde